# Tachytrechus ethiopiensis
Tachytrechus ethiopiensis är en tvåvingeart som beskrevs av Grichanov 2004. Tachytrechus ethiopiensis ingår i släktet Tachytrechus och familjen styltflugor.
Artens utbredningsområde är Etiopien. Inga underarter finns listade i Catalogue of Life.